# Валентина Борисова
Валентина Петрова Тодорова е българска актриса.

## Биография
Родена е в село Василовци на 29 август 1925 г. В периода 1945 – 1947 г. завършва курсове за помощник-аптекар, а след това учи в ДВТУ между 1947 – 1951 г.
Работи в театър „Трудов фронт“ (1951 – 1964), „Народна сцена“ (1964 – 1966) и театър „Сълза и смях“ (1966 – 1987).
Член е на САБ.

## Театрални роли
- „Комедия от грешки“ (Уилям Шекспир) – Адриана
- „Милионерът“ (Йордан Йовков) – Лазаринка
- „Пигмалион“ (Бърнард Шоу) – Елиза
- „Краят остава за вас“ (Георги Данаилов) – жената в черно

## Награди и отличия
- Орден „Св. св. Кирил и Методий“ II степен
- Орден „Св. св. Кирил и Методий“ I степен
- Награда за женска роля за ролята на г-жа Скобелева от пиесата „На война като на война“ (1974)

## Филмография
- Ваканция в Москва (1992), Италия
- Под игото (1990), 9 серии в България / Унгария
- Левакът (1987) – лелята на Захари
- Приземяване (1987)
- Маневри на петия етаж (1985) – колежката на Стефчето
- Баш майсторът началник (тв, 1983)
- Кристали (1981)
- Баш майсторът фермер (1981) – Гълъбова
- Баш майсторът на екскурзия (1979) – Пенка (Пепи) Гълъбова
- Федерация на династронавтите (1978), 3 серии
- 100 тона щастие (1977) – журналистката
- Баш майсторът на море (1977) – Пенка (Пепи) Гълъбова
- Два диоптъра далекогледство (1976) – Мила, майката на Лили
- Иван Кондарев (1974) (2 серии) - клиентка в ресторанта
- Произшествие на сляпата улица (1965-1974) (6 серии) - началничката на архитект Радев 
 (във 3-та серия: „'Самопризнание'“-1974)
- Тихият беглец (1972) – Бимбашиева
- Баш майсторът (1973) – Пенка (Пепи) Гълъбова
- Кит (1970) – секретарката на Калчо Калчев
- На всеки километър (1969 – 1971), 26 серии – жената на генерал Бранев (в 23-ата серия)
- Дворът с люлките (1966) – майката на Савата
- Семейство Калинкови (1966), 12 серии – Станка
- Специалист по всичко (1962) – журналистка
- Краят на пътя (1961) – Юлия Белева
- Пътища (1959) в новелата Пътят минава през Беловир – Катя
- Хайдушка клетва (1957) – брезовчанка
- Следите остават (1956) – майката на Юлия